# Cihanbeyli (distrikt)

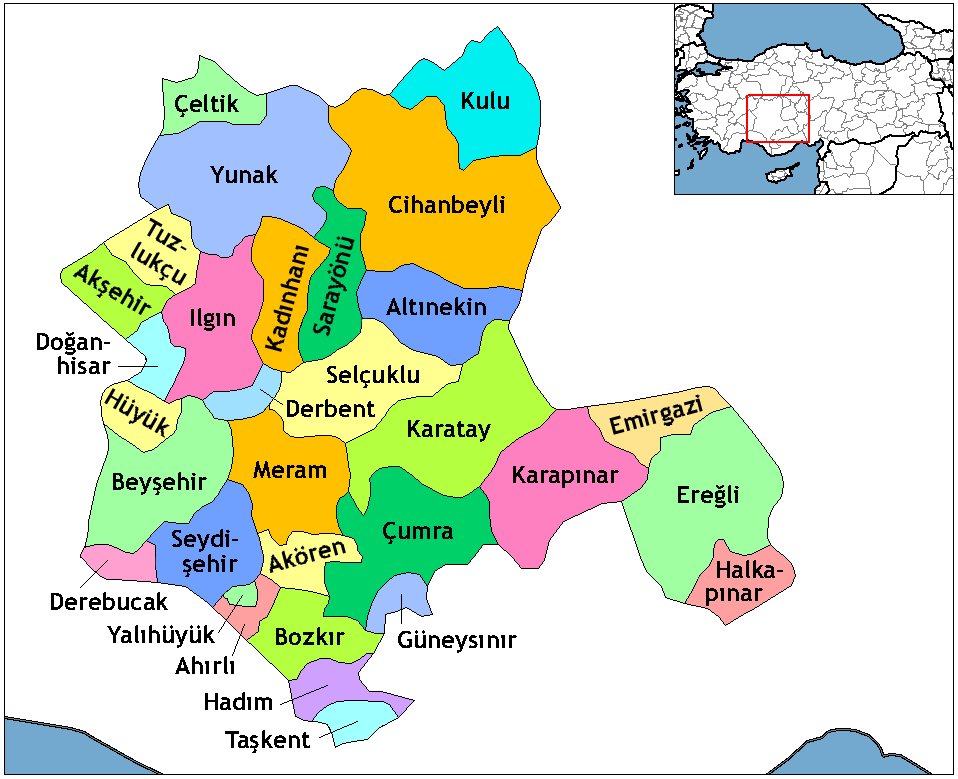
Karta över provinsen Konya, med distriktet Cihanbeyli i den nordöstra delen.

Cihanbeyli är ett distrikt i provinsen Konya i centrala Turkiet. Befolkningen uppgick till 60 917 invånare i slutet av 2010, varav 29 718 män och 31 199 kvinnor. Ytan är 4 447,54 kvadratkilometer, vilket gör en befolkningsdensitet på 13,70 inv/km². Den administrativa huvudorten är distriktet Cihanbeyli.

## Administrativ indelning
Distriktet är indelad i 14 kommuner (belediye) samt två underdistrikt (bucak) som består av ett antal byar (köy).
- Kommuner:
  - Bulduk, Büyükbeşkavak, Cihanbeyli, Günyüzü, Gölyazı, İnsuyu, Kandil, Karabağ, Kelhasan, Kuşça, Kütükuşağı, Taşpınar, Yapalı och Yeniceoba
- Underdistrikt:
  - Merkez, Yeniceoba